# 嘉里物流

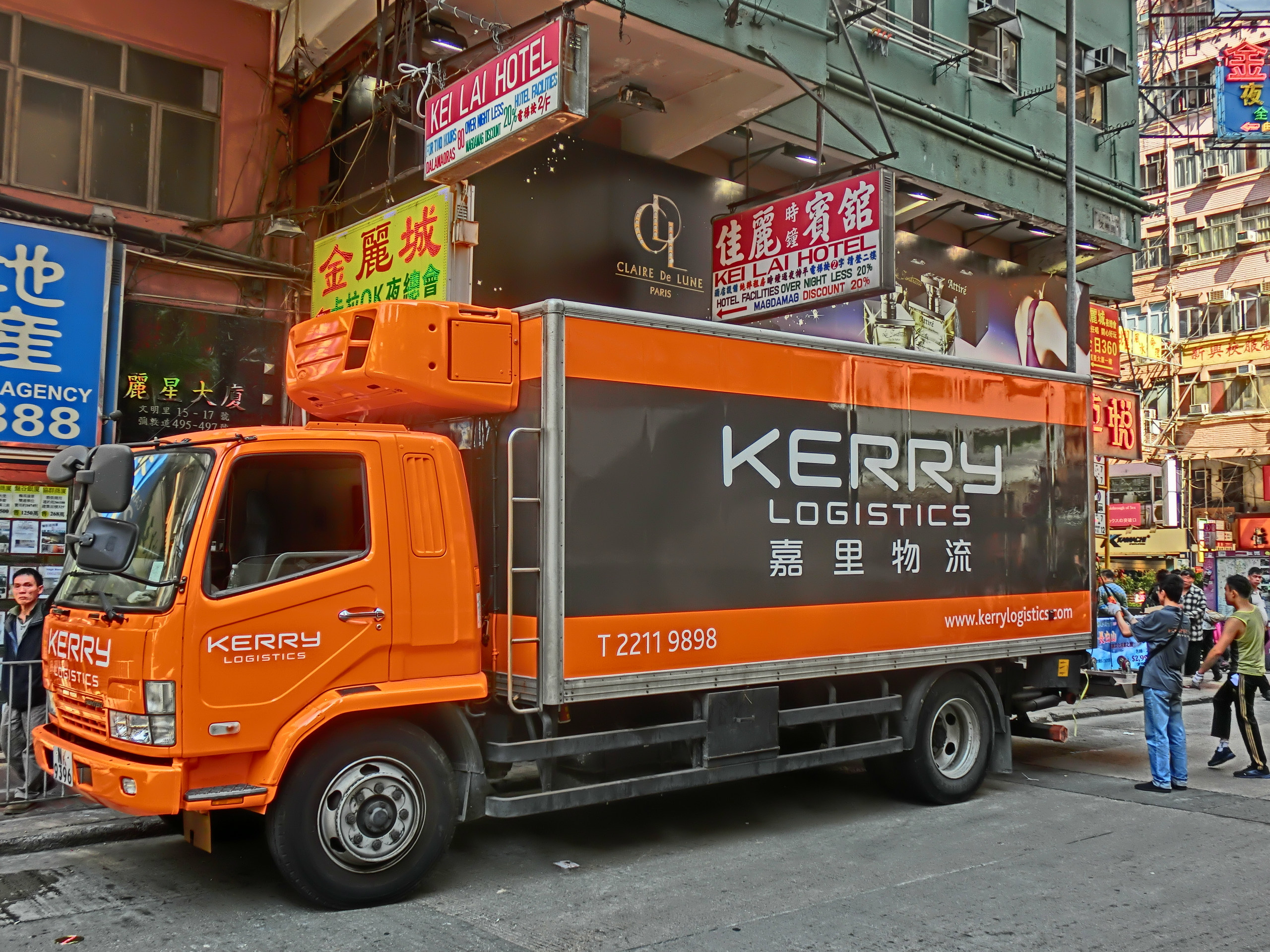
一辆嘉里物流的送货车于油麻地，香港

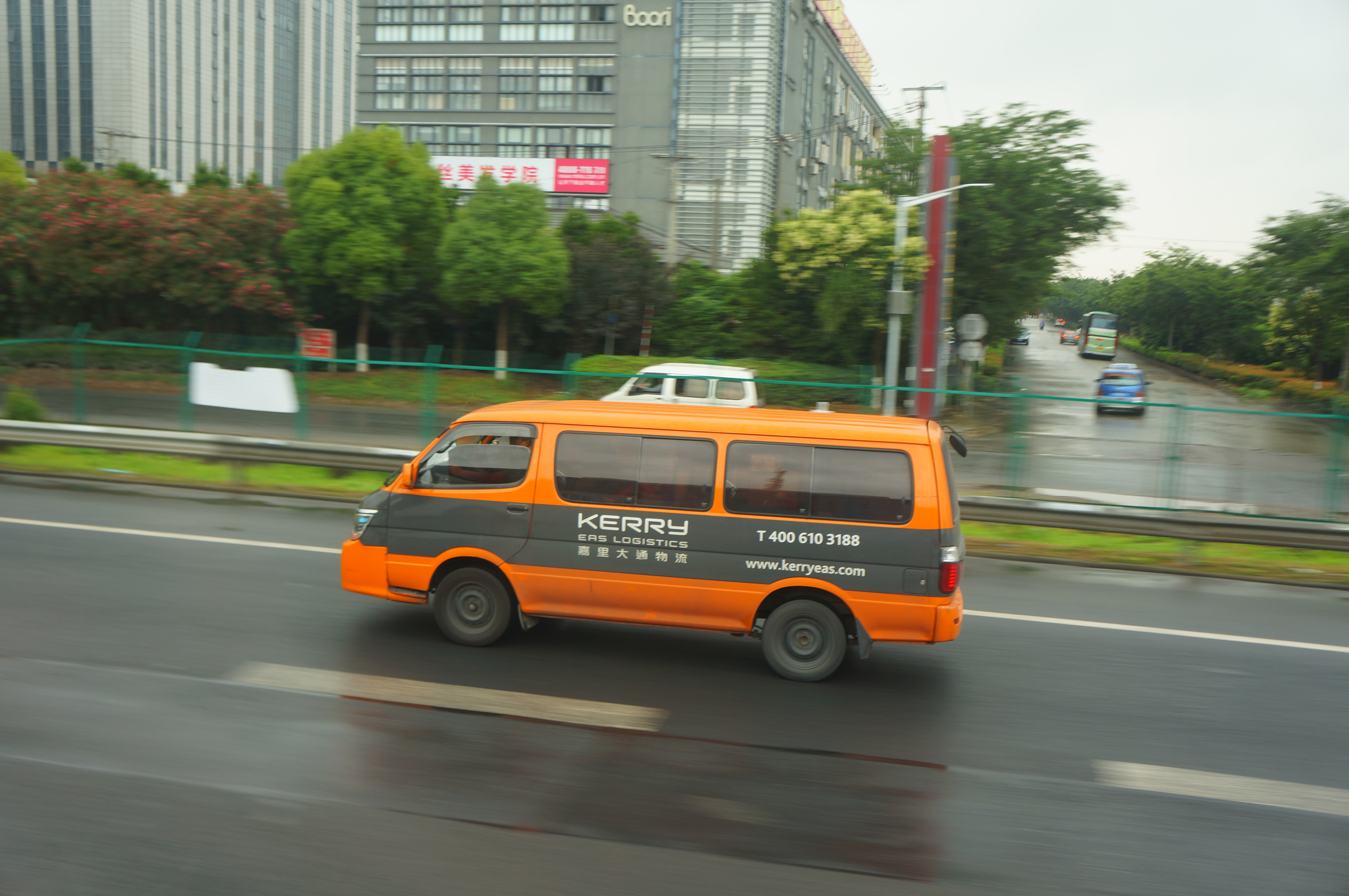
一辆嘉里物流送货车行驶在沈海高速公路上海段

KLN Logistics Group Limited，簡稱KLN（港交所：0636），前稱嘉里物流，是以亞洲為基地的第三方物流服務供應商，業務涵蓋一系列供應鏈解決方案，包括綜合物流、國際貨運（海陸空、鐵路及多式聯運）及電子商貿，以及工業項目物流和基建投資等。

## 歷史
馬來西亞郭氏集團於香港（總部）在1981年成立KLN的前身公司「嘉里貨倉（香港）有限公司」（前身為「葵涌貨倉有限公司」）。
在1991年，轉為在英屬維爾京群島註冊為「坪石服務有限公司」（其後再次更名為嘉里貨倉（英屬維爾京群島）股份有限公司，以及嘉里貨倉股份有限公司）。1996年轉為百慕達註冊的嘉里建設有限公司。主席為郭孔華。現時業在全球經營綜合物流、國際貨運及供應鏈解決方案。
摩根大通（亞太）前董事總經理於二〇一〇年嘉里物流籌備上市期間，推薦嘉里物流主席洪敬南的兒子任職分析師，涉嫌蓄意繞過既定招聘程序以避開利益衝突審查，被控兩項向代理人提供利益罪。
該股份在2013年12月19日於港交所主板上市。集資額為25.3億港元，招股價為10.2港元，全球發售2.48億新股（連同超額配售權）。
2021年，順豐控股宣布斥資175.6億元收購嘉里物流51.8%股權。程序完成後，順豐董事長王衛獲委任為嘉里物流聯網董事會主席及非執行董事。
2025年3月，集團宣佈將「嘉里物流聯網」品牌重塑為「KLN」。集團將於2025年6月30日或之前，逐步停止使用若干現有嘉里授權商標及以「嘉里」作為公司名稱的一部份。